# Lemierze
Lemierze is een plaats in het Poolse district  Ostrowiecki, woiwodschap Święty Krzyż. De plaats maakt deel uit van de gemeente Bałtów en telt 190 inwoners.